# Bayburt (stad)
Bayburt is de hoofdstad (İlçe Merkezi) van het gelijknamige district en de provincie Bayburt in Turkije. De plaats telt 83.676 inwoners.

## Verkeer en vervoer

### Wegen
Bayburt ligt aan de nationale wegen D050, D052 en D915.
- Bibliothèque nationale de France: cb13736288n (data)
- Gemeinsame Normdatei: 4328468-1
- Library of Congress Control Number: n96016424
- Nationale Bibliotheek van Israël: 987007537983005171
- TDVİA: bayburt
- Virtual International Authority File: 152608675